# Mark Armstrong
Pour les articles homonymes, voir Armstrong.
Mark Armstrong, né en 1958 est un astronome amateur britannique.

## Biographie
Le Centre des planètes mineures le crédite de la découverte de deux astéroïdes, effectuée en 1997 et 1998, dont un avec la collaboration de sa femme Claire Armstrong. Il a également découvert de nombreuses supernovae, dont une grande partie avec la collaboration de Tom Boles.
| (15967) Clairearmstrong | 24 février 1998  |
| (44016) Jimmypage       | 30 novembre 1997 |